# Guerra del Francès a Mallorca
La guerra que entre 1808 i 1814 mantenia Espanya contra França va tenir importants repercussions a Mallorca. El maig de 1808 Mallorca va prendre partit per la revolta antifrancesa i es constituí la Junta Suprema de Govern que declarà la guerra a França i procedí a preparar la defensa de l'illa de possibles atacs de l'enemic. A les illes hi arribaren milers de refugiats, sobretot procedents de Catalunya (entre 10.000 i 12.000 a Mallorca). Els queviures eren escassos i el 1812 esclatà una forta crisi de subsistències. L'arribada de les tropes franceses derrotades a Bailén (1808) resultà amb la seva col·locació a l'illa de Cabrera, on de 9.000 homes inicials sols en sobrevisqueren 3.500. Mallorca contribuí amb tropes a la campanya militar a la península. La Divisió Mallorquina va estar formada per 3.000 mallorquins i 6.000 britànics, a les ordres del general Whittingham.

## Contribució humana de Mallorca a la Guerra
La contribució humana a guerra va consistir en la formació d'un Regiment d'infanteria, de voluntaris, que passà a Catalunya l'any 1808, la participació en la formació de la Divisió Mallorquina del general Wittingham i els subministraments per a fer-la possible, l'any 1812; la incorporació als exèrcits de la península del Regiment Provincial de Mallorca; l'allistament de voluntaris; la participació de la marineria en el transport i la defensa; la formació de la Companyia de Caçadors voluntaris l'any 1808; el reforç de la guarnició de la ciutat amb el cos de Milícies Urbanes i la dotació i promoció dels col·legis de cadets d'artilleria i d'infanteria.

## Contribució econòmica
L'aportació econòmica de Mallorca des de l'any 1808, a part de les contribucions ordinàries, i de la Contribució Extraordinària de Guerra i la Contribució Única, suposà un mínim de 7.000.000 de rals, que representa 1,76% anual de la riquesa territorial de l'illa. La Contribució Ordinària ascendia a 480.000 rals per la Talla i uns 380.000 rals per Utensilis. Les rendes de duanes representaven 517.340 rals el 1809 i 5.507.728 rals el 1812. La Contribució Extraordinària de Guerra degué representar una altra quantitat important, també cal tenir en compte les despeses pel manteniment de l'exèrcit, presos i refugiats, que dugueren a la pràctica impossibilitat de fer front a la situació.

## Els refugiats
Mallorca esdevengué un dels refugis de persones que volien fugir de la guerra. L'arribada de refugiats va ser intensa a partir de 1810 i en dos anys es comptabilitzaren entre 30.000 i 40.000 refugiats (la ciutat de Mallorca aleshores tenia uns 36.000 habitants). Les dificultats de manteniment i allotjament es varen fer paleses. La Junta Suprema Central va enviar més de 9.000 presoners francesos a les Balears que varen acabar confinats a Cabrera, gairebé abandonats a la seva sort i mancats d'aliments. Les epidèmies, malalties i la fam els delmaren. L'any 1814, quan varen ser alliberats, sols en restaven uns 3.600.

## L'economia mallorquina durant la guerra
En restar els ports llevantins en mans dels francesos, la ciutat de Mallorca va monopolitzar la major part del tràfic comercial amb les colònies americanes. Una part dels refugiats eren empresaris catalans o valencians que instal·laren fàbriques de sopes, forns de vidre, magatzems de paper, impremtes, manufactures de teixits, estampats, etc. Però aquest dinamisme no cristal·litzà de manera estable en acabar la guerra.
D'altra banda l'esforç humà i material de guerra exhaurí l'economia mallorquina. A més hi hagué uns anys de males collites de cereals (sobretot 1809 i 1811) i irregulars anyades olivareres. El desequilibri entre el consum (multiplicat per l'excés poblacional) i la producció determinà l'escassetat dels aliments i la puja dels preus del gra, pa i llegums. La crisi fou molt pregona i afectà els grups socials més desafavorits de la part forana (jornalers, roters i pagesos pobres), els sectors desocupats i bona part dels refugiats de la ciutat.

## Les lluites entre liberals i servils
L'any 1810 la Junta Suprema Central traspassà els seus poders al Consell de Regència, el qual va decretar la immediata convocatòria a Corts, que es reuniren a Cadis i, després d'un any i mig de sessions, proclamaren la primera constitució liberal de l'estat espanyol (març de 1812). La representació balear a les Corts de Cadis estigué formada per cinc diputats: el bisbe Bernat Nadal i Crespí, Guillem Moragues, Josep Salas, Antoni Llaneras, rector de Sant Nicolau i Pau Ribas, rector de Sant Josep d'Eivissa.
Es va desfermar una dura polèmica entre els liberals, partidaris de la Constitució, i els absolutistes o servils, partidaris d'una monarquia absolutista. Des que les Corts de Cadis decretaren la llibertat d'impremta (1810) floriren diverses publicacions polítiques d'un i altre signe. En la part liberal hi trobam La Antorcha i Aurora Patriótica Mallorquina, impresa pel valencià Miquel Domingo, i impulsada per Isidoro de Antillón, Miguel de la Victorica i Guillem Ignasi de Montis. En la part servil hi hagué una notable mobilitzaió de clergues i aristòcrates que editaren El Amigo de la Verdad, el Semanario Cristiano Político de Mallorca (dirigit pel franciscà i poliglota Ramon Strauch i Vidal) i el Diari de Buja, Nou Diari de Buja i Lluna Patriòtica Mallorquina, escrits pel trinitari Miquel Ferrer i Bauçà.
Les diferències es radicalitzaren en tractar assumptes eclesiàstics. L'any 1812 els bisbes de Lleida, Tortosa, Barcelona, Seu d'Urgell, Tarragona, Terol, Pamplona i Cartagena, refugiats a Mallorca, adreçaren un Memorial a les Cortscontra la supressió de la Inquisició, la llibertat de premsa, la intromissió del poder legislatiu en la disciplina de l'església i l'expropiació dels béns eclesiàstics. La supressió de la Inquisició va provocar aldarulls encontrats i a finals d'abril del 1813 cinc frares i altres religiosos (entre ells el P. Strauch) foren empresonats i els vuit bisbes que havien signat el Memorial de 1812, expulsats..

## Anècdotes
En el moment d'esclatar la guerra, el matemàtic rossellonès Francesc Aragó es trobava a l'illa mentre treballava en els càlculs de l'arc de meridià entre el Principat i Mallorca; en concret, realitzava les tasques del cim de la Mola de l'Esclop, on tenia un refugi que encara es conserva. Els mallorquins el prengueren per un espia francès i el perseguiren com a tal, però gràcies a la seva condició de català i el domini de la llengua va poder evitar que l'identificassin com a ciutadà francès i va poder fugir a Alger.